# Putao
Putao (birmanisch ပူတာအိုမြို့, BGN/PCGN: puda-omyo) ist die nördlichste Stadt von Myanmar und liegt im Staat Kachin, ca. 350 km nördlich von dessen Hauptstadt Myitkyina. Sie hat 60 000 Einwohner. Die ethnische Vielfalt umfasst Volksgruppen der Rawang, Lisu, Khamti, Jinghpaw, Chinesen, Lahu, Karen, Inder und Rakhine. Putao ist nur in den Sommermonaten auf dem Landweg erreichbar. Die Straßenverbindung nach Myitkyina ist wegen heftiger Regenfälle und damit verbundener Erdrutsche sehr gefährdet. Die Stadt ist umgeben von schneebedeckten Bergen und bekannt für endemische Vogelarten und seltene Flora. Der Flugplatz in Putao (IATA-Flughafencode: PBU, ICAO-Code: VYPT) wird gelegentlich von touristischen Gruppen genutzt und unregelmäßig von Myitkyina aus angeflogen.

## Geschichte
Im Zweiten Weltkrieg  wurde das in Putao auf einem Hügel gelegene Fort Hertz, eine befestigte, militärische Stellung der Briten, fast zwei Jahre lang von den Alliierten von Nordost-Indien aus durch die Luft versorgt und konnte von der Kaiserlich-Japanischen Armee, die Burma kontrollierte, nicht eingenommen werden. Der Name von Fort Hertz geht zurück auf William Axel Hertz, Companion of the Order of the Star of India, der 1888 die erste britische Expedition in den Norden Burmas führte und der später Stellvertretender Commissioner im Distrikt Putao war. Während der britischen Kolonialzeit wurde Burma von den Briten als Teil Indiens von Delhi aus verwaltet – vergleichbar einem indischen Bundesstaat wie Bihar oder Bengalen. Das Fort wurde 1914 als Fort Putao eingerichtet und erst 1925 anlässlich der Pensionierung von Hertz aus dem Indian Civil Service nach ihm benannt.